# Chiesa di San Ciriaco (Falzes)
La chiesa di San Ciriaco è la parrocchiale di Falzes, in provincia di Bolzano
e diocesi di Bolzano-Bressanone; fa parte del decanato di Brunico.

## Storia
La primitiva chiesa di Falzes venne edificata nel Quattrocento in stile gotico.
Questo edificio, a eccezione della torre campanaria, fu demolito verso la metà del XIX secolo per far posto alla nuova parrocchiale, la cui costruzione iniziò nel 1851; la chiesa, che andò a inglobare l'antica abside tardomedievale, venne poi consacrata nel 1854.

## Descrizione

### Esterno
La facciata della chiesa, che volge a meridione, presenta centralmente il portale d'ingresso ad arco a tutto sesto, sovrastato da una nicchia, al cui interno è collocata una statua gotica raffigurante la Beata Vergine Maria, e, più in alto, da una finestra semicircolare; ai lati si elevano quattro lesene sorreggenti la trabeazione di coronamento, caratterizzata da triglifi e da metope, sopra la quale s'imposta il timpano di forma triangolare affiancato da due volute.
Annessa alla parrocchiale è la torre campanaria tardogotica in pietra a base quadrata, la cui cella presenta una monofora per lato ed è coronata da quattro piccoli timpani sopra i quali si imposta la guglia. In cella sono presenti 6 campane in Re3 (Re3, Mi3, Fa3, Lab3, Sib3, Re4) elettrificate a slancio tirolese (tutte possiedono il pendolo ad oscillazione contraria). La campana piccola è il campanone furono realizzate dal fonditore Angelo Bianchi di Varese nel 1931, 3^, 4^ e 5^ furono fuse da Luigi Colbachini di Trento nel 1925 e la 2^ risale al 2000 per opera della fonderia Grassmayr di Innsbruck (A). È presente anche una campana dell'agonia in Re5 di fonditore ignoto, datata 1598.

### Interno
L'interno della chiesa si compone di un'unica navata coperta da volta a botte caratterizzata da lunette; al termine dell'aula si sviluppa il presbiterio, anch'esso voltato a botte, chiuso dall'abside poligonale.
Qui sono conservate diverse opere pregevoli, tra le quali i dipinti raffiguranti l'Ascensione di Maria, alcune scene della vita di San Ciriaco, i Padri della Chiesa, la Vittoria del cristianesimo sul paganesimo e le allegorie dei continenti in adorazione, eseguiti nel 1853 da Christian Holzinger, l'acquasantiera, costruita nel 1578, e l'altare maggiore, impreziosito dalle statue raffiguranti i santi Agostino, Sebastiano, Floriano e Cassiano e dalla pala ritraente il Martirio di San Ciriaco, realizzata da Karl von Henrici.